# May Sybil Leslie
May Sybil Leslie (Woodlesford, Leeds, 14 de agosto de 1887 - Bardsey, 3 de julio de 1937) fue un química inglesa que trabajó con Marie Curie y Ernest Rutherford. Desde 1920 hasta su muerte, Leslie fue miembro de la Royal Society of Chemistry.

## Biografía
Leslie era hija de Frederick Leslie, un minero de carbón y librero, y de Elizabeth Dickinson. Fue educada en Leeds, graduándose de una escuela secundaria en 1905. Recibió su licenciatura en química con honores de primera clase de la Universidad de Leeds en 1908, y al año siguiente, recibió un M.Sc. para la investigación con SM Dawson sobre la cinética de la yodación de acetona. En ese mismo, trabajó como asistente de investigación para Marie Curie en París (1909-1911) y escribió varios artículos en francés sobre la extracción de nuevos elementos del torio (Th) y sus propiedades. Por recomendación de Curie, se mudó a Mánchester para trabajar en las propiedades del torio y el actinio con Ernest Rutherford en el Laboratorio Físico de la Universidad de Victoria, Mánchester. (1911-1912). Después de dejar Mánchester, trabajó como maestra de secundaria en West Hartlepool (1912–1913) y como profesora asistente y demostradora de química en el University College de Bangor, Gales (1914–1915).
Durante la Primera Guerra Mundial, Leslie trabajó en la fabricación a gran escala de explosivos en Liverpool. Las mujeres fueron tenidas en baja estima en ciencia e ingeniería en esos años, es por ello que  sus citas en Bangor y Liverpool fueron inusuales y podrían explicarse por la escasez de hombres durante la guerra. Perdió su trabajo en la investigación de explosivos en 1917 al regresar de ingenieros varones del frente.
En 1918, Leslie recibió un doctorado de la Universidad de Leeds por su trabajo combinado sobre torio y explosivos. El mismo año se convirtió en demostradora de  química en Leeds y en 1928 en profesora de química física. Durante esos años, su investigación se centró principalmente en la química de los tintes sintéticos. En 1920 se convirtió en miembro de la Royal Society of Chemistry. En 1923, Leslie se casó con Alfred Hamilton Burr, químico en Salford. En 1929 dejó Leeds para quedarse con su esposo y regresó a Leeds solo después de su muerte en 1933. Murió cuatro años después el 3 de julio de 1937.